# Jerome Hal Lemelson
Jerome "Jerry" Hal Lemelson (18 de julio de 1923 Staten Island, New York - 1 de octubre de 1997) es un inventor estadounidense prolífico y controvertido y creador de patentes.

## Patentes y controversia
Jerome Hal Lemelson consiguió más de 600 patentes, lo que le convierte en uno de los 5 más prolíficos registradores de patentes del siglo XX.

## Fundación Lemelson
Lemelson apoyó fuertemente al inventor independiente, y usó parte de su fortuna para fundar la Fundación Lemelson, cuya visión es "celebrar y apoyar a los inventores y empresarios y reforzar su vida económica y social" en Estados Unidos y en países en desarrollo. Hasta la fecha, la fundación ha donado o tiene compometidos alrededor de 110 millones de dólares a numerosos programas de apoyo a inventores y empresarios.
El Premio Lemelson MIT, dotado en 1994 por Jerome Lemelson premia a inventores estadounidenses por grandes logros conseguidos.